# Katarina Barley
Katarina Barley (Colònia, 19 de novembre de 1968) és una jurista i política alemanya. Diputada al Bundestag des de 2013, va assumir el càrrec de Secretària General del Partit Socialdemòcrata d'Alemanya entre 2015 i 2017. El 2 de juny de 2017 va ser nomenada ministra Federal d'Assumptes Familiars, Gent gran, Dones i Joventut al Gabinet federal d'Angela Merkel. El 14 de març de 2018 va esdevenir Ministra de Justícia i Protecció al Consumidor al Govern Merkel IV.

## Biografia
Filla d'un periodista britànic que va treballar al servei radiofònic de Deutsche Welle, i de mare alemanya, que va treballar com a física. Barley va estudiar a la Universitat de Marburg i la Universitat de París-Sud. Va realitzar la seva tesi doctoral sota la direcció de Bodo Pieroth, sobre el dret constitucional dels ciutadans de la Unió Europea a votar en les eleccions municipals. Barley va estar casada i té dos fills.

## Trajectòria
Barley va treballar com a advocada a Hamburg abans de ser ajudant del jutge constitucional Renate Jaeger a Karlsruhe, en 2001. Des de 2008, va exercir com a jutgessa. Més tard, va treballar com assessora en bioètica del Ministeri Estatal de Justícia i Protecció del Consumidor de Renània-Palatinat, fins que va ser elegida diputada del Busdestag en 2013.

## Carrera política
En el seu treball parlamentari, Barley representa el departament de Trèveris pel Partit Socialdemòcrata d'Alemanya. Ha participat en la Comissió de Justícia amb la responsabilitat de nomenar a jutges dels Tribunals més importants del país, concretament el Tribunal Federal de Justícia (BGH), el Tribunal Administratiu Federal (BVerwG), el Tribunal Fiscal Federal (BFH), el Tribunal Laboral Federal (BOLSA) i el Tribunal Social Federal (BSG). En 2014, va ser nomenada membre del Comitè d'Elecció de Jutges (Wahlausschuss), que té encomanat el nomenament de jutges del Tribunal Constitucional d'Alemanya.
Dins del grup parlamentari SPD, Barley pertany a l'Esquerra Parlamentària, un moviment d'esquerres. En 2015, va ser proposada pel president de partit, Sigmar Gabriel, per substituir a Yasmin Fahimi en el lloc de secretària general del SPD. Des de març de 2017, va treballar sota la prefectura de Martin Schulz i va dirigir la campanya electoral del partit per a les eleccions nacionals.
Al maig de 2017, Schulz va anunciar que Barley substituiria a Manuela Schwesig en el Ministeri Federal d'Assumptes Familiars, Gent gran, Dones i Joventut per a la resta del termini legislatiu fins a les eleccions. Va ser nomenada el 2 de juny de 2017. El 14 de març de 2018 va assumir el càrrec com a Ministra de Justícia i Protecció al Consumidor al Govern Merkel IV.
L'abril de 2018 va dir que veia «absolutament correcte» l'alliberament de Carles Puigdemont d'una presó alemanya. i que a Espanya li seria difícil demostrar per què se l'acusava de malversació.

## Altres activitats
- ZDF, Membre de la Junta Televisiva (des de 2016)
- Associació alemanya per a pymes (BVMW), Membre del Consell consultiu Polític (des de 2016)
- Institut per a Política europea (IEP), Membre de la Junta de Fideïcomís
- Premi Wilhelm Dröscher, Membre de la Junta de Fideïcomís
- Universitat Trier de Ciències Aplicades, Membre de la Junta de Fideïcomís[10]
- ver.di, Membre